# Marijana Kovačević
Marijana Kovačević (* 20. Juli 1978 in Zagreb, Jugoslawien) ist eine ehemalige kroatische Tennisspielerin.

## Karriere
Kovačević, die am liebsten auf Hartplätzen spielte, begann im Alter von sieben Jahren mit dem Tennis.
Sie gewann während ihrer Karriere drei Einzel- und sieben Doppeltitel des ITF Women’s Circuits. Auf der WTA Tour sah man sie erstmals im Hauptfeld bei den Croatian Ladies Open 1995 im Einzel.
2007 gehörte sie zum Kader des TC Radolfzell, der in der 2. Bundesliga spielte und am Ende den zweiten Platz der Liga-Süd belegte.

## Turniersiege

### Einzel
| Nr. | Datum          | Turnier          | Kategorie   | Belag | Finalgegnerin   | Ergebnis      |
| --- | -------------- | ---------------- | ----------- | ----- | --------------- | ------------- |
| 1.  | Juli 1997      | Civitanova       | ITF $10.000 | Sand  | Katia Piccolini | 6:0, 6:0      |
| 2.  | September 1997 | Supetar          | ITF $10.000 | Sand  | Darina Mecova   | 2:6, 6:3, 6:3 |
| 3.  | Juli 1998      | Lido di Camaiore | ITF $10.000 | Sand  | Alice Canepa    | 5:7, 6:4, 6:2 |

### Doppel
| Nr. | Datum          | Turnier          | Kategorie   | Belag             | Partnerin          | Finalgegnerinnen                 | Ergebnis      |
| --- | -------------- | ---------------- | ----------- | ----------------- | ------------------ | -------------------------------- | ------------- |
| 1.  | Juli 1997      | Civitanova       | ITF $10.000 | Sand              | Kristina Pojatina  | Roberta Lamagni Flavia Pennetta  | 6:4, 6:1      |
| 2.  | September 1997 | Sibenik          | ITF $10.000 | Sand              | Kristina Pojatina  | Ana Radeljević Katarina Valkyova | 6:3, 6:2      |
| 3.  | Juni 1998      | Grado            | ITF $10.000 | Sand              | Maja Palaveršić    | Vanina Casanova Andreea Vanc     | 3:6, 6:3, 6:1 |
| 4.  | Juli 1998      | Lido di Camaiore | ITF $10.000 | Sand              | Zuzana Hejdová     | Giana Gutiérrez Eugenia Maia     | 6:2, 6:0      |
| 5.  | September 1998 | Šibenik          | ITF $10.000 | Hartplatz (Halle) | Katarina Srebotnik | Olga Blahotová Blanka Kumbárová  | 6:3, 6:1      |
| 6.  | April 2000     | Cavtat           | ITF $10.000 | Sand              | Mara Santangelo    | Zuzana Hejdová Petra Kučová      | 6:3, 4:6, 6:3 |
| 7.  | September 2000 | Mostar           | ITF $10.000 | Sand              | Maja Palaveršić    | Magdalena Marszalek Daria Panova | 6:2, 6:0      |